# Liste der Bodendenkmale in Norddorf auf Amrum
In der Liste der Bodendenkmale in Norddorf auf Amrum sind die Bodendenkmale der Gemeinde Norddorf auf Amrum nach dem Stand der Bodendenkmalliste des Archäologischen Landesamts Schleswig-Holstein von 2016 aufgelistet. Die Baudenkmale sind in der Liste der Kulturdenkmale in Norddorf auf Amrum aufgeführt.
| Denkmal-ID           | Befundart           | Bezeichnung                                  | Zeitstellung                            | Lage | Bemerkungen        | Bild |
| -------------------- | ------------------- | -------------------------------------------- | --------------------------------------- | ---- | ------------------ | ---- |
| aKD-ALSH-Nr. 001 466 | Befestigung > Burg  | Burg/Motte/Ringwall/Turmhügel „Boragh“       | Mittelalter                             |      |                    |      |
| aKD-ALSH-Nr. 001 467 | Befestigung > Wall  | Landwehr/Wall/Schanze/Panzergraben „Hiadwal“ | Frühgeschichte, Neuzeit, Zeitgeschichte |      |                    |      |
| aKD-ALSH-Nr. 001 468 | Grabmal > Langbett  | Langbett/Steinreihe                          | Neolithikum                             |      |                    |      |
| aKD-ALSH-Nr. 001 469 | Grabmal > Grabhügel | Grabhügel                                    | Vor- und/oder Frühgeschichte            |      |                    |      |
| aKD-ALSH-Nr. 001 470 | Befestigung > Wall  | Landwehr/Wall/Schanze/Panzergraben „Düwdeal“ | Frühgeschichte, Neuzeit, Zeitgeschichte |      |                    |      |
| aKD-ALSH-Nr. 001 471 | Grabmal > Grabhügel | Grabhügel                                    | Vor- und/oder Frühgeschichte            |      |                    |      |
| aKD-ALSH-Nr. 001 472 | Siedlung            | Siedlung/Haus/Hof                            | Völkerwanderungszeit                    |      | Küstenhandelsplatz |      |